# Kielsterdiep

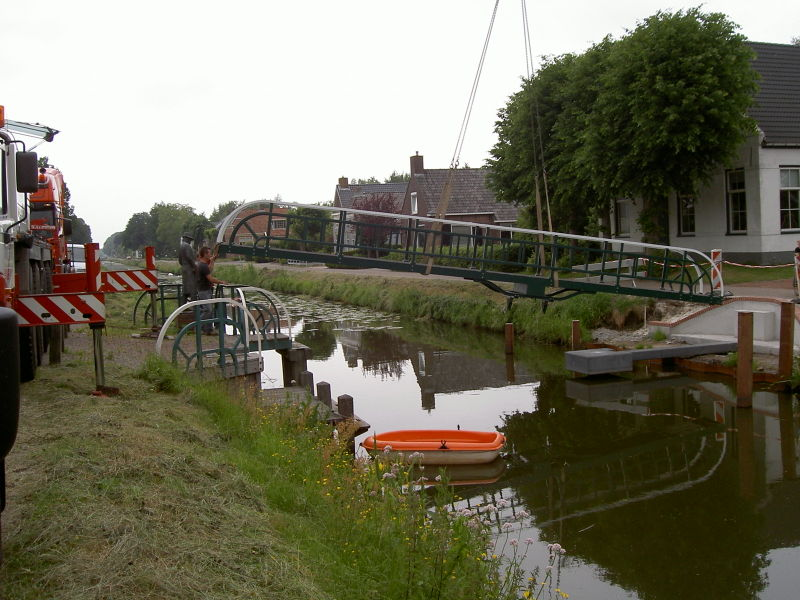
Construction d'un nouveau pont pour piétons sur le Kielsterdiep

Le Kielsterdiep ou Kieldiep est un canal néerlandais dans la province de Groningue.

## Géographie
Le Kielsterdiep part du Winschoterdiep à Hoogeveen vers le sud puis vers le sud-sud-est. Il traverse le village-canal de Kiel-Windeweer pour rejoindre le Grevelingskanaal à Annerveenschekanaal. Sa longueur est d'environ 11 kilomètres.

## Histoire
Le Kielsterdiep a été creusé à partir de 1647 à l'initiative de la ville de Groningue, afin de défricher les marais et les tourbières à l'est de Kropswolde. Vers 1738, le canal avant atteint Boven-Kiel. La ville voulait faire prolonger le Kielsterdiep jusqu'à Bareveld, afin de réaliser l'itinéraire optimal pour rejoindre le Stadskanaal. Plusieurs propriétaires terriens de Bareveld étant contre, le conseil de la ville a opté pour une liaison avec le Grevelingskanaal, qui permettait également de rejoindre le Stadskanaal.
Le long du canal naissait le village de Kiel-Windeweer, un long village-rue établi des deux côtés du canal. Après la fin du transport de la tourbe, le canal fut utilisé pour le transport des produits agricoles, matières premières pour les usines de farine de pomme de terre et de carton de paille, nombreuses dans la région. En 1973, le dernier bateau emprunta le Kielsterdiep. Le canal fut fermé à la navigation, et quelques ponts furent remplacés par des barrages.

## Réouverture
En 2005 on a commencé les travaux pour réaliser la réouverture du Kielsterdiep. Les barrages sont supprimés : on construit de nouveaux ponts et écluses. Quelques ponts existants ont été réparés ou restaurés. À partir de 2008, le Kielsterdiep sera intégré dans un nouvel itinéraire de plaisance entre le lac Zuidlaardermeer et l'est de la province de Groningue.

## Source
- (nl) Cet article est partiellement ou en totalité issu de l’article de Wikipédia en néerlandais intitulé « Kielsterdiep » (voir la liste des auteurs).